# Surf's Up 2: WaveMania
Surf's Up 2: WaveMania е компютърна анимация от 2017 г. на режисьора Хенри Ю и е продължение на „Всички на сърф“ през 2007 г. Филмът е продуциран от „Сони Пикчърс Анимейшън“, WWE Studios, с анимация от „Рейнмейкър Ентъртейнмънт“, издаден е директно на видео на 17 януари 2017 г. на DVD.
Джеръми Шада и Майкъл Стърм съответно заместват Шая Лабъф и Зоуи Дешанел като Коуди Маверик и Лени Айкай. Джон Хедър и Дийдрик Бейдър съответно се завръщат като Чикън Джо и Танк Евънс, докато професионалните кечисти от WWE Джон Сина, Гробаря, Трите Хикса, Пейдж, Майкъл Коул и Винс Макмеън са част от озвучаващия състав.